# Gaston Piprot
Gaston Piprot, né à La Ferté-Saint-Cyr le 27 décembre 1866 et mort aux Ponts-de-Cé le 30 janvier 1921, est un photographe, industriel, éditeur français de cartes postales illustrées, créateur de la marque à l'étoile.

## Biographie
Gaston Camille Jean Piprot né le 27 décembre 1866 à La Ferté-Saint-Cyr (41) est le fils de Jacques Alphonse Piprot, industriel dans le cartonnage mécanique à Orléans.
En 1885 il signe un engagement conditionnel d'un an dans le 46e régiment d'infanterie à l'issue duquel il reçoit un certificat d'instruction militaire avec la mention bien. En 1891 il est nommé sous lieutenant de réserve au 76e régiment d'infanterie 
Libéré de ses obligations militaires il s'installe à Paris où sa première activité est une société, en commandite simple, de cartonnage de luxe "Piprot et cie" établie 13 Rue Saint-Merri.
En 1893, il participe à l'exposition internationale de Chicago avec des modèles de boites destinées aux parfumeurs, confiseurs et chocolatiers. En 1895, le concours de travaux manuels et d'encouragement de l'école professionnelle de la chambre syndicale du papier concernant la partie travail manufacturé se tient le dimanche 7 avril dans les locaux de son entreprise.
En 1898 à la suite d'un procès avec sa commanditaire (Mme veuve Fargeon) il dépose son bilan, mettant ainsi fin à sa carrière dans le cartonnage.
Restant dans le domaine de la transformation du papier qui lui est familier, une première société en nom collectif de tirages photographiques industriels Piprot et Jardin est créée le premier janvier 1902.Installée 8 rue de la Pépinière elle est dissoute en avril. Il crée alors une nouvelle société, anonyme cette fois, des "établissements photographiques de G. Piprot" dont le siège est sis à la même adresse 8 rue de la Pépinière et vendue ensuite à Duval et Cie. Il est aussi éditeur concessionnaire de H.Boutet, L. M. Paris et G. P. Paris. Il s'installe ensuite au 2 Rue d'Amsterdam juste à côté et ouvre également une usine de tirages photographiques et de productions destinées à la photographie à Rueil
reprise en 1910 par la société Bauchet.
En 1903 Gaston Piprot est président de la chambre syndicale de la carte postale illustrée et crée le premier salon de la carte postale illustrée qui se tiendra en 1904.
En 1905 une cession de parts de la société L'Atelier d'art photographique qu'il exploite à la même adresse rue d'Amsterdam fait entrer son cousin et beau frère René Piprot comme associé.
En 1909 il expose à la 1re exposition internationale de locomotion aérienne au grand palais.
La marque à l'étoile sous laquelle la majorité de sa production nous est parvenue édite des vues de Paris et des séries sur les principaux sites de France et de l'étranger ainsi que de nombreuses séries de portraits d'artistes et de cartes fantaisies d'après des clichés de photographes talentueux dont Nadar, Charles Reutlinger, Waléry, Stebbing, Sazerac, Liebert.
En 1912 c'est un nouveau dépôt de bilan qui fait émigrer Gaston Piprot à Boulogne-sur-Seine au 32 rue Vauthier.
Commence avec le premier conflit mondial une production de cartes fantaisies patriotiques et autres scènes de genre.
Il est alors l'imprimeur de différentes maisons d'édition comme l'indique au verso l'inscription tirage au bromure, G.Piprot, Boulogne-sur-Seine.
Il se marie avec sa cousine germaine Cécile Gabrielle Piprot descendante des Alleaume. Le couple a 5 enfants qui prennent en 1940 le patronyme de Piprot Alleaume. Pierre (1910-1963) dominicain, Marcel (1912-1940) mort pour la France, Gérard et deux filles Mme Geneviève Mockers et une autre également dominicaine à Chinon.
Son cousin René qui lui succède comme président de la chambre syndicale demande en 1920 au ministère la prorogation de la loi  autorisant l'acceptation des cartes postales au tarif des illustrés imprimés.
Il meurt le 30 janvier 1921 aux Ponts-de-Cé (49), 7 route de la Pyramide.

## Production
- Série d'actrices, signées G.PIPROT PHOT. en blanc avec une étoile
- Série dirigeables
- Série alphabet
- Série des prénoms (Majuscules)
- Série des prénoms (Art nouveau)
- Série aviation
- Auteur de la carte de Lem dans la collection des cent.(série 8)
- Vues de villes de France (plusieurs séries) Bassin d'Arcachon[21], Rouen, Monte Carlo, Trouville, Le Havre.
- Vues de Paris
- Inondations de Paris
- Cartes de "poilus" fantaisies (coloriées)
- Cartes fantaisies, Noël, Bonne année, Poisson d'avril
- Portrait d'artistes et de célébrités
- Roman photo (suite de cartes racontant une histoire)
- Napoléon intime
- Série publicitaire de cartes cigarettes (en) CLIMENT, Alger (format 64 × 49 mm)
- Série publicitaire de cartes cigarettes MELIA (1500 sujets différents)[Note 3]

Il utilise un procédé déposé "émaillographie" donnant une qualité de photographie incomparable pour l'époque ainsi qu'un aspect glacé nouveau dans le domaine de la carte postale.
En 1905 sous la marque Comète déposée la même année que l'Étoile il est aussi fournisseur de matériel destiné à la photographie.
Sur un prospectus de 1905, 150 séries sont disponibles et un envoi postal de cent cartes d'un exemplaire de séries différentes est proposé pour faire son choix.

## Expositions et récompenses
- 1903: Exposition internationale de Chicago (cartonnerie de luxe).
- 1904: 2 médailles d'or Paris
- 1905: Exposition d'Anvers, hors concours, membre du jury
- 1909: 1re exposition internationale de locomotion aérienne Paris

## Signatures
En 1902:
- Marque "ETOILE",2 rue d'Amsterdam. PARIS
 Emaillographie (déposé) 28
(au dos d'une carte de la série villes de France "13-Lourdes") Verticale en bord gauche du dos (le numéro étant variable)
- G.P.Paris-Déposé marque verticale au dos bord gauche d'une carte postale sans séparation médiane. Série sur les Chefs-d'œuvre de l'art au XVIIIe siècle vendue sous pochette cristal marquée : "émaillographie" (Déposé) Procédé spécial de la marque Étoile pour le glaçage extra brillant.
- Marque * déposée  G.PIPROT. Paris

Pour la première période:
- Signature blanche G.PIPROT PHOT. étoile blanche
- Signature blanche G.PIPROT PHOT. étoile noire

ces deux signatures se trouvent sur une série d'actrices dont il est auteur des clichés
- Étoile noire PARIS (Reutlinger photographe)
- Étoile à 5 branches noire
- Étoile à 5 branches blanche
- Étoile à 5 branches blanche (bordée noir)
- Étoile noire avec texte ÉTOILE noir
- Étoile blanche avec texte ÉTOILE blanc
- Étoile blanche texte noir

l'étoile se trouve le plus souvent dans le bas à droite.

- Comète (étoile noire avec traine) sur carte cigarette Climent, en bas à droite dans la photo
- En 1904 L'At. d'Art Phot.

Pour la deuxième période:
- Après 1912, au dos "tirage bromure G.Piprot Boulogne-sur-Seine".(en séparation verticale)
cette marque se trouve au dos de différents éditeurs de cette époque.(DIX,E.M,JM)
- Logo GPPARIS  déposé.-G.PIPROT.-Paris

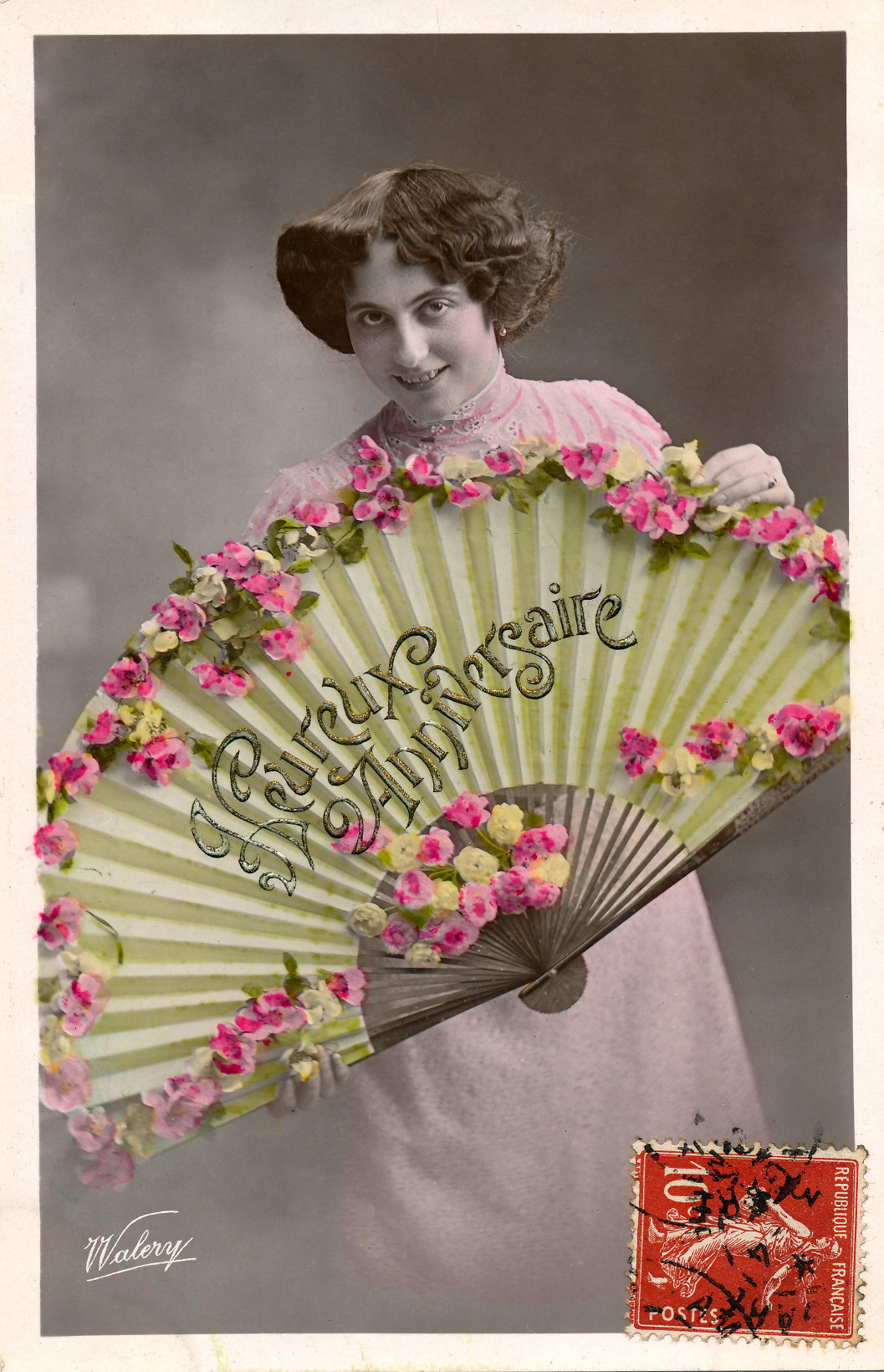
Gaston Piprot
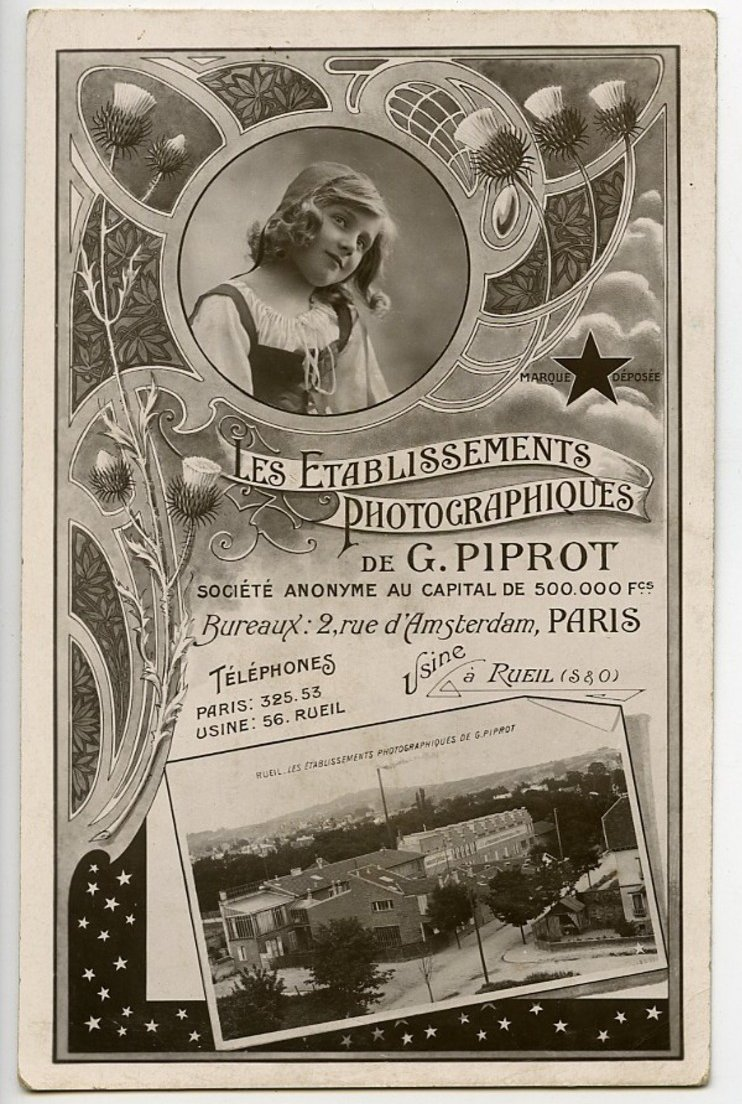
Gaston Piprot
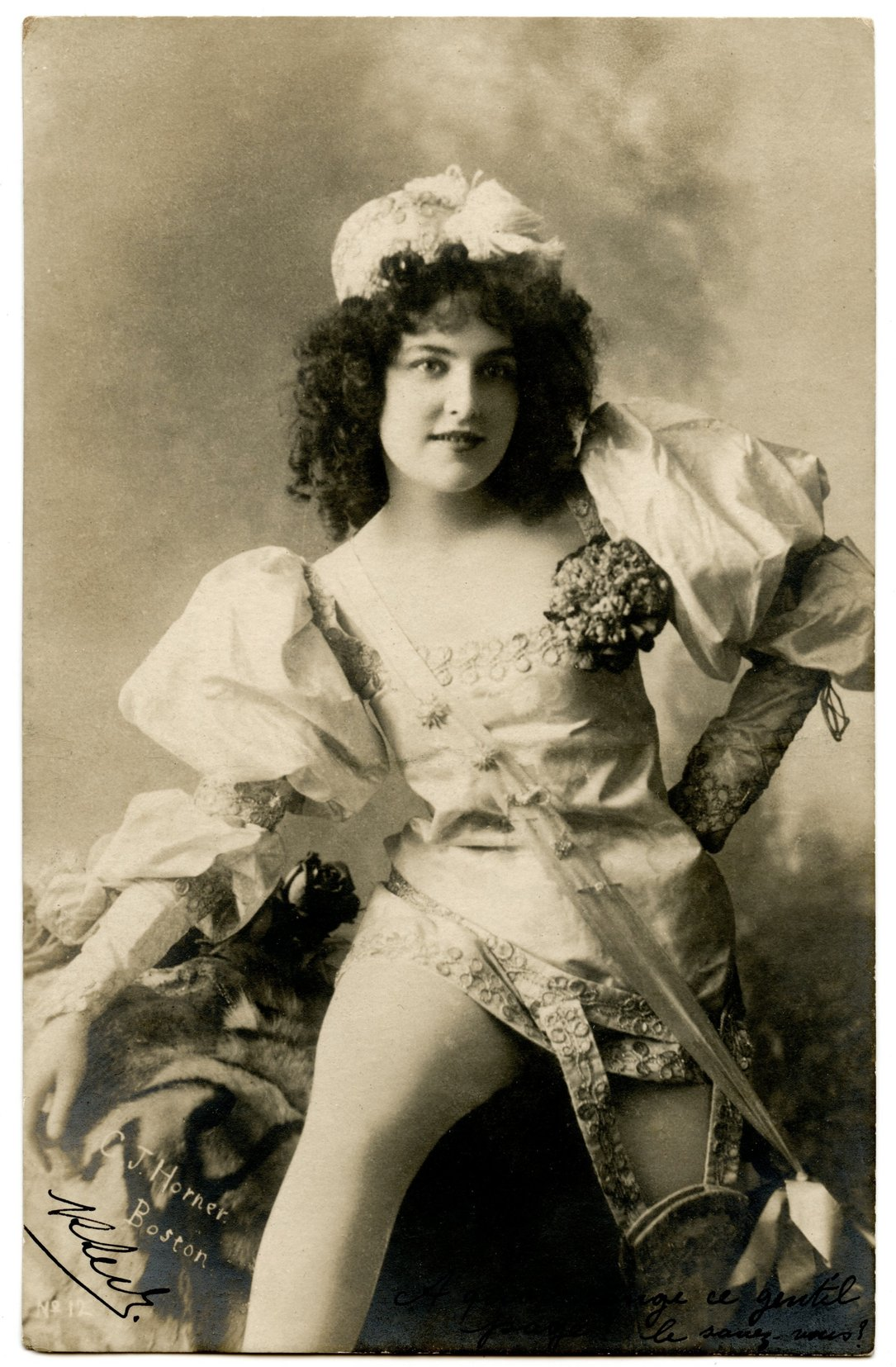
Gaston Piprot